# Samsung Galaxy A Quantum
Samsung Galaxy A Quantum — смартфон компанії Samsung Electronics, представлений 12 травня 2020 року. Це модифікована версія Samsung Galaxy A71 5G, особливістю якої став чипсет QRNG з квантовим шифруванням. Є частиною серії Samsung Galaxy A. Смартфон підтримує нову мережу 5G.

## Дизайн
Екран виконаний зі скла Corning Gorilla Glass 3. Задня панель смартфону виконана з глянцевого пластику. Обрамлення виконане з металу (алюмінію).
Знизу знаходяться роз'єм USB-C, динамік, мікрофон та 3.5 мм аудіороз'єм. Зверху розташований другий мікрофон. З лівого боку смартфона знаходиться слот під 2 SIM-картки або 1 SIM-картку і карту пам'яті формату MicroSD. З правого боку розміщені кнопки регулювання гучності та кнопка блокування смартфону.
Samsung Galaxy A Quantum продається в 3 кольорах: Prism Cube Black, Prism Cube Silver та Prism Cube Blue.

## Апаратне забезпечення

### Платформа
Смартфон отримав процесор Samsung Exynos 980 та графічний процесор Mali-G76 MP5. Також смартфон отримав чипсет безпеки QRNG, особливістю якого стало квантовий спосіб шифрування смартфону.

### Акумулятор
Акумулятор отримав об'єм 4500 мАг та підтримку швидкого заряджання на 25 Вт.

### Камера
Має квадрокамеру.

## Програмне забезпечення
Samsung Galaxy A Quantum працює на базі операційної системи Android 10 із оболонкою One UI 2.